# فرانسيس أرنايز
فرانسيس أرنايز (بالتاغالوغية: Francis Arnaiz) مواليد 4 يونيو 1951 في باكولود، الفلبين، هو لاعب كرة سلة فلبيني معتزل. بدأ مسيرته الاحترافية في سنة 1971. يبلغ طوله 5 قدم 10 بوصة (1.8 م). مثّل منتخب بلاده. حقق المركز الأول في بطولة أمم آسيا لكرة السلة 1973. اعتزل اللعب في 1986.

## الميداليات
| الميدالية | المسابقة                       |
| --------- | ------------------------------ |
| ذهبية     | بطولة أمم آسيا لكرة السلة 1973 |

## روابط خارجية
- فرانسيس أرنايز على موقع الاتحاد الدولي لكرة السلة (الإنجليزية)